# Stortjärnen (Frostvikens socken, Jämtland, 716260-147187)
Stortjärnen är en sjö i Strömsunds kommun i Jämtland och ingår i Ångermanälvens huvudavrinningsområde. Sjön har en area på 0,132 kvadratkilometer och ligger 539,2 meter över havet.

## Delavrinningsområde
Stortjärnen ingår i det delavrinningsområde (716330-147260) som SMHI kallar för Utloppet av Stortjärnen. Medelhöjden är 614 meter över havet och ytan är 2,1 kvadratkilometer. Räknas de 2 avrinningsområdena uppströms in blir den ackumulerade arean 7,5 kvadratkilometer. Vattendraget som avvattnar avrinningsområdet har biflödesordning 5, vilket innebär att vattnet flödar genom totalt 5 vattendrag innan det når havet efter 271 kilometer. Avrinningsområdet består mestadels av skog (89 procent). Avrinningsområdet har 0,13 kvadratkilometer vattenytor vilket ger det en sjöprocent på 6,3 procent.